# Ángel Morales
Ángel Alejandro Morales Santos, noto semplicemente come Ángel Morales (Buenos Aires, 14 giugno 1975), è un ex calciatore argentino, di ruolo centrocampista.

## Carriera
Soprannominato "Matute" a causa di un cartone animato argentino, si mise in luce nelle file dell'Independiente. Nel 1997 ebbe una breve esperienza in Italia, nelle file della Sampdoria, che si assicurò le sue prestazioni per la cifra di 8 miliardi di lire.
Arrivato nella squadra blucerchiata dopo il passaggio di Roberto Mancini alla Lazio, richiesto dal suo ex allenatore e neotecnico blucerchiato Menotti, nei pochi mesi a Genova scese in campo in Serie A per 9 volte, mettendo a segno una rete contro la Juventus, prima di essere ceduto alla squadra spagnola del Mérida nel mercato di riparazione.

## Palmarès

### Club

#### Competizioni internazionali
- Supercoppa Sudamericana: 2

Independiente: 1994, 1995